# Саито, Хитоми
Хитоми Саито (яп. 齋藤 仁美 саито: хитоми, родилась 9 июля 1990 года, Сагамихара, префектура Канагава)) — конькобежка, специализирующаяся в шорт-треке. Участвовала в зимних Олимпийских играх 2018 года, бронзовый призёр чемпионата мира 2017 года в эстафете.

## Спортивная карьера
Хитоми Саито начала кататься в 4 классе начальной школы в возрасте 10 лет на катке «Галактика Арена» в своём родном городе Сагамихара. Она последовала за своим младшим братом Кэем Саито, выступающим в шорт-треке за национальную сборную. Окончила неполную среднюю школу Сэйсин, среднюю школу Асамидзодай и факультет гуманитарных наук Университета Канагава.
Саито на международном уровне впервые появилась на юниорском чемпионате мира 2009 года в Шербруке, заняв 21-е место в многоборье и шестое место в эстафете. 6-е место в эстафете она заняла и в следующем году на юниорском чемпионате мира в Тайбэе. В октябре 2010 года она стартовала на Кубке мира в Монреале и заняла 19-е и 12-е места на дистанции 1500 м. В декабре в Шанхае смогла дойти до 9-го места в беге на 1500 м.
Два года она выступала только на этапах Кубка мира, но выше 9-го места не поднималась. На чемпионате мира 2014 года в Монреале она заняла 28-е место в многоборье и 8-е место в эстафете, а на чемпионате мира 2015 года в Москве на 4-е место с эстафетой. В феврале 2016 года на Кубке мира в Дрездене заняла 3-е место в эстафете. На чемпионате мира 2016 года в Сеуле она заняла 16-е место в многоборье и 7-е место в эстафете.
В сезоне 2016/17 на дистанции 1500 м на Кубке мира она заняла 12-е место в общем зачете. В феврале на зимних Азиатских играх в Саппоро заняла 9-е место в беге на 1500 м, 4-е место в эстафете. На чемпионате мира 2017 года в Роттердаме заняла 23-е место в многоборье и завоевала бронзовую медаль в эстафете. Во время зимних Олимпийских игр в Пхенчхане в феврале 2018 года её брата Кея отстранили от соревновании из-за употребления допинга и она была расстроена из-за допинга брата. Сама Саито заняла 16-е место на дистанции 1000 м и 6-е место в эстафете.
В марте 2018 года заняла 20-е место в многоборье на чемпионате мира в Монреале и заняла 5-е место в эстафете. В ноябре 2018 года она заняла третье место в эстафете на Кубке мира в Солт-Лейк-Сити, а в декабре на этапе в Алматы заняла 4-е место в смешанной эстафете. В следующем сезоне 2019/2020 годов Саито ещё дважды в составе команды поднималась на 7-е место на Кубке мира в Солт-Лейк-Сити и Нагое, а в апреле 2020 года объявила о своем уходе с международных соревнований.